# Merchant Category Code
MCC-код (англ. Merchant Category Code — буквально «код категории продавца») представляет собой 4-значный номер, классифицирующий вид деятельности торговой точки в операции оплаты по банковским картам в торгово-сервисном предприятии при электронной передаче информации в рамках транзакции за предоставляемые товары или услуги. Компании присваивается код MCC от MasterCard, VISA или American Express, когда та начинает принимать к оплате карты одной из этих систем. Как правило, код назначается автоматически банком, предоставляющим услугу эквайринга, при установке и первичной настройке POS-терминала в кассовом узле на основе анкетных данных о роде торговой деятельности, поданных данным предприятием в банк. В случае, когда торговое предприятие имеет несколько направлений деятельности, код присваивается по основному направлению.
Во Франции аналогом MCC-кода является код NAF, который может состоять из четырёх букв и цифр. Однако при трансграничной передаче информации об операции она должна содержать в заголовке MCC-код.

## Применение
В США код может быть использован для определения того, должны ли сведения об оплате передаваться в Налоговое управление для целей налогообложения.
Коды MCC являются основой для взимания комиссий или зачисления скидок при межбанковских, расходных и приходных операциях с картами. Примерами могут служить операции перевода электронных денег между двумя банковскими картами, в большинстве российских банков облагаемые комиссионными удержаниями, операции снятия наличных, а также покупки в определённых категориях, по которым могут предоставляться вознаграждения от международной платёжной системы либо от банка-эмитента платёжной карты.
Одним из сложных и неурегулированных вопросов в России является присвоение МСС-кодов операциям пополнения с кредитных банковских карт через ЦУПИС счета клиентов букмекерских контор. Юридически не определено, является ли такое пополнение покупкой букмекерского продукта как разновидности товара или же такая операция является переводом средств из банка на сторонний счёт. В первом случае должны применяться МСС-коды, предусмотренные для оплаты покупки товаров и услуг, во втором случае — МСС-коды для перевода средств на сторонний счёт. Во втором случае присвоение МСС-кода 7995 влечёт списание с кредитной банковской карты клиента комиссии. С июня 2019 года банки-эмитенты в России начали трактовать пополнение счетов клиентов в букмекерских конторах как перевод средств и облагать данную операцию комиссией.